# جان مریکس
جان مریکس (انگلیسی: John Merricks; ۱۶ february ۱۹۷۱ – ۸ اکتبر ۱۹۹۷ (۲۶ ساله)) قایقران اهل بریتانیا بود.